# Ricardo Pérez Godoy
Ricardo Pío Pérez Godoy (Lima, 9 de mayo de 1905-Lima, 26 de julio de 1982) fue un militar y político peruano que gobernó como presidente de una Junta Militar de Gobierno, tras dar un golpe de Estado a Manuel Prado Ugarteche a escasos diez días del fin de su periodo, frustrando de esa manera la elección del presidente que debía hacer el Congreso de la República en 1962. Dio inicio a un periodo de reorganización nacional cuyo principal objetivo era convocar a nuevas elecciones. Su período de gobierno fue breve y duró desde el 18 de julio de 1962 hasta el 3 de marzo de 1963.

## Biografía
Hijo de Juan Miguel Pérez Manzanares y Rosa Godoy.
Realizó sus estudios escolares en el Colegio Santo Tomás de Aquino de Lima.
Ingresó a la Escuela Militar de Chorrillos en 1924, de la cual egresó con el grado de alférez de caballería. Ocupó el primer puesto en la promoción de su arma. 
En sus estudios obtuvo el diploma de Estado Mayor y ejerció la docencia en la Escuela Superior de Guerra. 
Durante su carrera militar se desempeñó como agregado militar de la embajada del Perú en Bolivia, jefe de Estado mayor de la Primera División del Ejército, jefe político y militar de la Tercera División Ligera, jefe de la Dirección General de Instrucción Militar, controlador general del ejército, comandante general del mismo, prefecto de Arequipa y presidente del Comando Conjunto de las Fuerzas Armadas. 

### Golpe militar de 1962
Como Presidente del Comando Conjunto de las Fuerzas Armadas, y a título institucional, desconoció el proceso electoral llevado a cabo el 10 de junio de 1962, haciéndose eco de las denuncias de fraude en varios departamentos. 
Los candidatos más favorecidos en dichos comicios habían sido Víctor Raúl Haya de la Torre, líder del Partido Aprista; Fernando Belaúnde Terry, líder de Acción Popular; y Manuel Odría, expresidente, por la Unión Nacional Odriista, pero sin obtener ninguno el tercio requerido por la Constitución. Haya de la Torre que manifestó su voluntad de renunciar, pues era notorio que las FF.AA. no permitirían la llegada del APRA al poder, mientras que Belaunde insistió en calificar de fraudulento el proceso y reclamó su anulación en varios departamentos. El jurado electoral continuó sin embargo su labor de escrutinio y dio a conocer los resultados, en los que Haya encabezaba con una ligera ventaja sobre Belaunde. La decisión final debía trasladarse al Congreso, en el cual se produjo una alianza pretendidamente contraria a la voluntad ciudadana para encumbrar al general Odría, apoyado por los parlamentarios de su partido y los del APRA, alianza por lo demás insólita pues Odría había perseguido en su gobierno a los apristas. 
El Comando Conjunto de las FF.AA. dio entonces un ultimátum al jurado electoral para que anulara las elecciones y convocara a otras, lo que no consiguió; entonces se produjo el golpe de Estado que derrocó al presidente Manuel Prado, el 18 de julio de 1962, instaurándose una Junta Militar de Gobierno.

## La Junta Militar

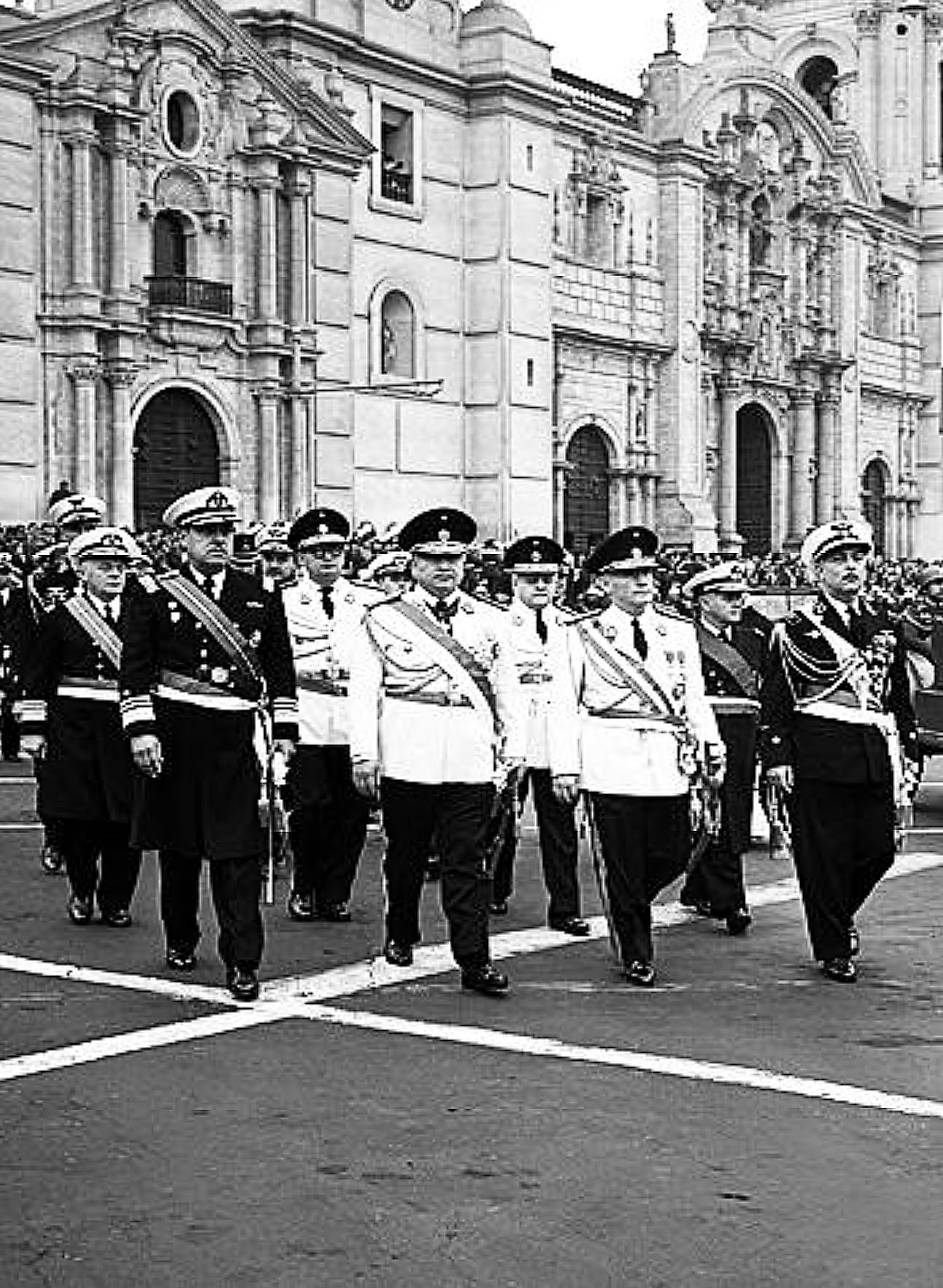
Gral. Pérez Godoy junto con Gral, Nicolás Lindley López después de la Misa Deum en Fiestas Patrias 1962.

La Junta Militar de Gobierno estaba conformada por una “tetrarquía”, es decir por cuatro miembros. Estaba presidida por el general de Ejército Ricardo Pérez Godoy en su calidad de presidente del comando conjunto, al que se sumaban como ministros los tres comandantes en jefes de las Fuerzas Armadas. Estos eran: 
- El general de Ejército Nicolás Lindley López, Comandante en Jefe del Ejército del Perú y Ministro de Guerra.
- El General del Aire Pedro Vargas Prada, Comandante en Jefe de la Fuerza Aérea del Perú y Ministro de Aviación.
- El Almirante Juan Francisco Torres Matos, Comandante en Jefe de la Marina de Guerra del Perú y Ministro de Marina.

Cabe destacar que la acción de las FF.AA. fue de carácter institucional y no de tipo caudillesco, como habían sido hasta entonces todos los golpes de estado de la historia republicana del Perú. 
La intervención de esta junta, a pesar de la manifiesta intención de Haya de la Torre de renunciar a postular a la presidencia a favor del general Odría, prueba que no estaba dirigida a detener únicamente la llegada a la presidencia del fundador del APRA, sino también a impedir la conformación de cualquier gobierno con predominancia de su partido. Al mismo tiempo, la junta militar buscaba poner en práctica algunas de las propuestas planteadas al interior del Centro de Altos Estudios Militares (CAEM) y del Servicio de Inteligencia Militar (SIM), con el objetivo de establecer las bases de un proceso de reformas sociales que limitaran el poder de la oligarquía e impidieran la posibilidad de un estallido social que amenazara al sistema. La junta anunció la convocatoria a elecciones generales en el plazo de un año, después de un proceso de depuración de los padrones electores, para garantizar de esa manera la limpieza de los comicios. Al principio existían en la junta algunos elementos reformistas y progresistas que prometían expectativas de cambio, por lo cual recibió inicialmente el apoyo de Acción Popular y del Partido Comunista Peruano.
Entre las medidas adoptadas por esta junta militar, mencionaremos las siguientes: 
- La creación de la Comisión Nacional de Cultura, el 24 de agosto de 1962, entidad autónoma encargada de la promoción, desarrollo y difusión de las manifestaciones culturales del país, teniendo como organismo ejecutivo a la Casa de la Cultura del Perú, que desde 1971 empezó a llamarse Instituto Nacional de Cultura (INC).
- La creación del Sistema Nacional de Planificación del Desarrollo Económico y Social del Perú, que, posteriormente, bajo el gobierno de Belaúnde, se denominaría Instituto Nacional de Planificación (INP). Su finalidad fue proyectar el desarrollo del país de manera orgánica.
- Para orientar la política petrolera estatal hacia su desarrollo, el 12 de mayo de 1963 se dio la ley orgánica de la Empresa Petrolera Fiscal (EPF), como complemento a la ley del petróleo dada el 18 de marzo de 1952. Dicha empresa obtuvo autonomía y personería jurídica, que le permitió desarrollar mejor sus operaciones de explotación y financiamiento. Esta medida fue producto no solo de la importancia que había adquirido el petróleo como fuente de energía y de recursos tributarios para el país, sino también frente al debate abierto acerca del viejo pleito pendiente con la empresa norteamericana IPC con respecto a la explotación de los yacimientos de La Brea y Pariñas.

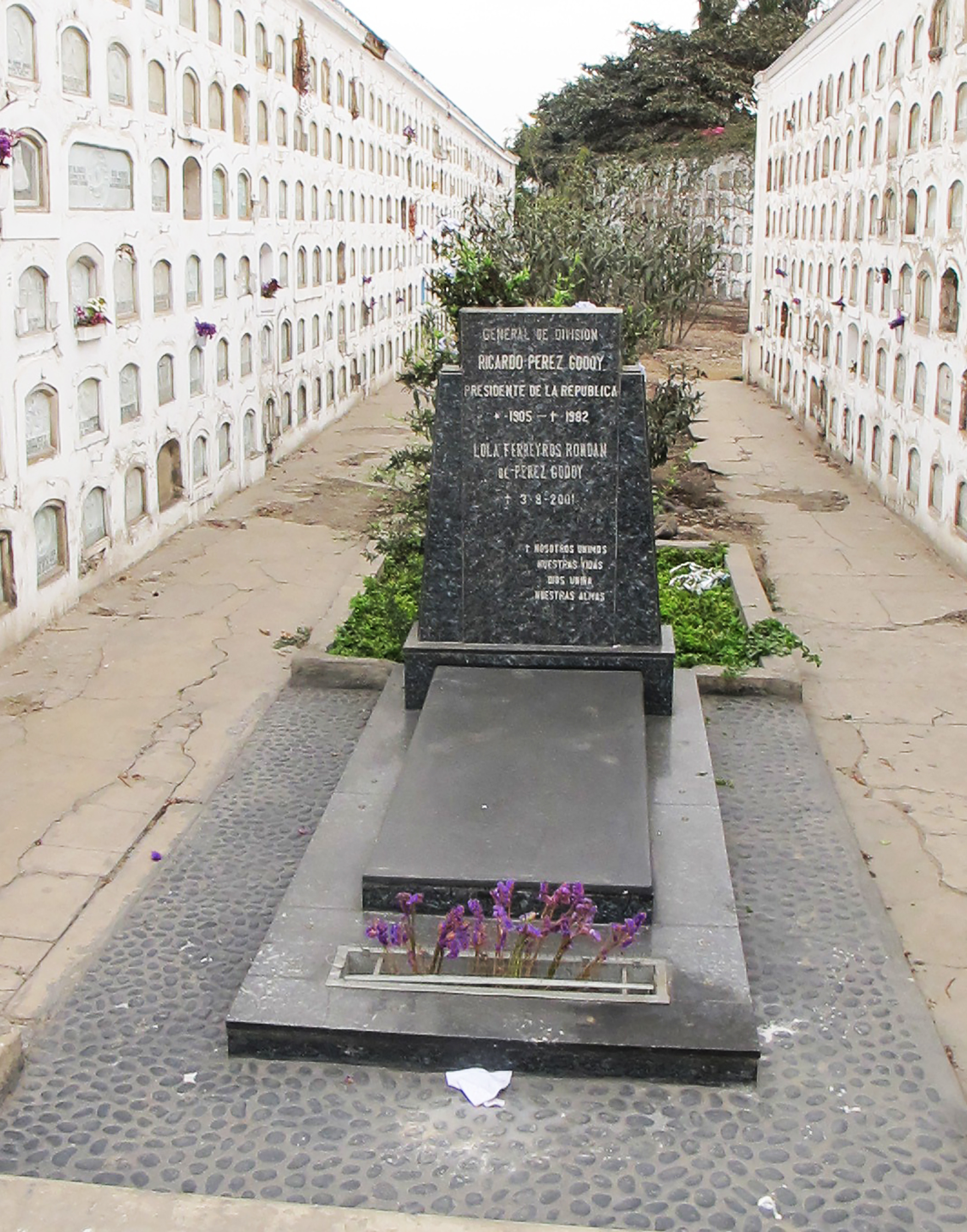
Tumba Ricardo Pérez Godoy en Cementerio Presbítero Maestro.

- Se promulgó la ley de bases de la Reforma Agraria, ante el agravamiento de la tensión campesina en el país, incitada por los sucesos de los valles de La Convención y Lares, en el departamento del Cuzco, donde los campesinos, acaudillados por Hugo Blanco, habían ocupado la mayor parte de los latifundios. Sin embargo, no se logró con ello neutralizar la movilización campesina, por lo que se promulgó la ley de Reforma Agraria aplicada específicamente a dicha zona cuzqueña, formalizándose así el proceso que los campesinos ya habían empezado.

Estas primeras medidas tenían como objetivo realizar una serie de reformas ante el temor de una manifestación social que pudiera ser canalizada por sectores radicales de izquierda, temores que se materializaron sobre todo en la expansión de las movilizaciones campesinas y en el surgimiento de las guerrillas de inspiración comunista.
Sin embargo, simultáneamente a la implementación de las medidas reformistas, la junta de gobierno reprimió a los campesinos, a los sindicatos y a la izquierda. El 5 de enero de 1963 cayeron en una redada unos 1500 dirigentes políticos, sindicales y campesinos que fueron enviados a los penales de El Frontón y el SEPA. Ello también repercutió al interior de la junta militar, cuyos miembros progresistas fueron apartados paulatinamente, a pesar de su carácter institucional y de su aparente homogeneidad política.
En marzo de 1963, Pérez Godoy fue desalojado de Palacio de Gobierno por su segundo, Nicolás Lindley López porque, al parecer, empezaba a mostrar inclinaciones a continuar en el gobierno por más tiempo que el planeado originalmente. Lindley cumplió con la convocatoria de nuevas elecciones ese mismo año, que dieron por triunfador a Belaunde.